# 윤필오
윤필오(尹弼五, 1860년 음력 9월 10일 ~ 1924년 3월 30일)는 대한제국의 교육인, 관료이자 일제강점기 초기의 관료, 시민운동가였다. 국채보상운동에 참여하였고, 교육 계몽활동에 투신하였으며, 1900년대 초반에 달성학교 교장을 지내며 교육인으로 활동했다. 3·1 만세 운동에 반대하여 자제단 조직에 참여했다. 본관은 파평, 호는 매석(梅石)이다.
조선말 관직에 임용되어 주사가 되었으나 사퇴하고, 교육 계몽운동에 참여했다. 1907년에는 서상돈, 윤웅렬 등과 국채보상운동에 참여했다. 1908년 영양군수가 되고, 1910년 다시 영양군수가 된 뒤, 1911년 예안군수, 1912년 의성군수를 역임했다. 일진회 회원을 지낸 일제강점기의 관료이다.
교육 활동으로는 1899년 달성학교의 개교와 영흥학교의 개교에 참여하고, 달성학교 교장, 대구광학회 발기인 등으로 활동하였으며, 청송금융조합 간부이자 일본적십자사 조선본부 대구부지부의 간부로 활동하기도 했다. 1919년 당시 3·1 만세 운동을 비판, 반대하던 자제단의 주요 간부였다. 대구 자제단의 창립멤버이자 경주 자제단의 창립자였다. 남조선과도입법위원회 의원 윤홍렬은 그의 아들이고, 한국의 초기 여자 농구선수 윤덕주의 할아버지이자, 4대·5대 국회의원 서정귀의 처조부였다. 대구시장 허억, 독립운동가 이상화, 이상정, 이상백 형제와 사돈간이다.

## 국채보상운동
1899년(광무 2년) 7월 대구 달성학교(達成學校) 건립에 참여하였다. 그 뒤 1900년대 초반에 달성학교 교장을 지내며 교육인으로 활동했다. 1900년 3월 29일 달성학교 교장이 되었다. 1905년 을사 보호 조약이 체결되자 계몽 강연을 통해, 독립의 방법으로는 신문물을 수용하고 실력을 양성하는 길 밖에 없음을 역설하였다. 1906년(광무 9년)에 대구광학회 발기인이 되는 등 이 지역에서 사회단체 활동도 했으며, 1907년(광무 10년) 5월 서상돈, 어니스트 베델, 윤웅렬, 양기탁 등과 함께 국채보상운동에 참여하였다.
1907년(광무 10년) 1월 29일 대구광문사 부사장 서상돈은 지역 유지들을 모아 담배를 끊어 당시의 국채 1,300만 환을 보상하자는 국채보상운동을 제의하자 이에 동참하였다. 그해 5월 그는 서상돈, 양기탁, 윤웅렬, 전군수 정재학, 전참봉 서돈순(徐敦淳) 등과 함께 경상북도를 돌며 국채보상운동 모금을 하여 6,700여 환의 자금을 마련, 당시 경상북도관찰사 이충구(李忠求)의 도움을 받아 대구군 동서 청사 자리를 얻어 협성학교를 설립하였다. 이어 서재필, 이승만 등의 지원이 있어 협성학교를 운영하였지만 후임 관찰사로 부임한 박중양에 의해 폐쇄되었다. 그뒤 그는 국채보상운동에 전념하였으나 국채보상운동 역시 지지부진했고 내부 갈등으로 결국 실패하고 만다.
1907년(융희 1년) 고종이 양위하고 순종이 즉위하자, 양위를 주관한 정부 관리들을 규탄하였으나, 고종 양위를 되돌리지는 못했다. 1908년(융희 2년) 7월 26일 달성학교 교장직을 사퇴하였다. 그해 7월 29일 대구군수에 특별 임명되고 주임관 4등에 서임되었다.

### 관료 생활
통감부의 영향 아래 지방관 인사가 이루어지던 시기인 1908년(융희 2년)에 경상북도 영양군 군수에 임명되어 다시 관직에 들어섰다. 당시 윤필오는 한일 병합 조약 체결을 촉구하며 각종 선전 작업을 벌이던 일진회에 가입, 회원이 되었다.
1908년 11월 영양 군수 윤필오를 위시한 마을 유지들이 모여 읍내 영흥회 건물을 가교사로 하여 사립영흥학교(영양초등학교의 전신)를 설립하였다.
1910년(융희 4년) 6월 30일 주임관 3등으로 승급되었다. 1910년(융희 4년) 10월 한일 합방이 이루어진 뒤 관직을 사퇴했지만, 조선총독부의 권고로 복직, 그대로 조선총독부 소속의 영양군수로 재임했다. 11월 1일 조선총독부 군수로 정식 임명되고 고등관 8등에 서임되었다. 바로 경상북도청으로 발령되었다. 1911년 6월 10일 청송군지방금융조합이 설립될 때 지방금융조합 설립위원의 한 사람으로 참여하였다. 6월 17일 경북 예안군(안동시) 군수로 부임하였고, 청송군 지방금융조합 설립위원에서 해촉되었다. 6월 22일 고등관 7등이 되었다.
1912년 8월 1일 칙령 제56호로 한국병합기념장을 특별히 수여받았다. 그해 10월 8일에는 경상북도 비안군(의성군) 군수로 발령받았다. 이어 청송군수로 이임하였다. 군수로 재직하는 동안에도 청송군의 청송지방금융조합 발기인, 일본적십자사 조선본부 대구부지부 간부이자 일본적십자사 대구부지부 예안군 위원장 등을 맡으면서 경북 지역의 유지로 활동했다. 예안군수 재직 중에 일본 정부로부터 한국병합기념장을 서훈받기도 했다. 1913년 6월 20일 경상북도물산공진회 평의원(慶尙北道物産共進會評議員)에 위촉되었다.
1914년 3월 1일 조선총독부의 행정구역개편으로 부군통폐합을 실시할 때 공직에서 퇴직하였다.

### 시민단체 활동 및 친일 활동
1919년 초에 대구경찰서장의 추천을 받고 그해 1월 8일 대구경찰서가 주민통제를 위해 설립한 교풍회의 대구지부인 대구교풍회라는 단체의 회장직에 올랐다. 2월 27일 경상북도청 학무국의 대구 여자공립보통학교(女子共立普通學校) 학무위원으로 위촉되었다.
곧이어 3·1 운동이 일어나고 전국 각지에서 소요 사태를 막는다는 명목으로 자제단이 결성되었다. 윤필오는 박중양이 단장을 맡아 전국에서 가장 먼저 결성된 대구자제단에 서병조, 정재학, 이일우, 정해붕 등과 함께 창립 발기인(67인)으로 참여했고, 경주에도 직접 내려가 경주자제단을 조직하면서 3.1 만세 운동 비판 및 해산 권고를 하였다.
윤필오는 대구에서 자제단 발기인으로 참여한 데 이어 경주에서 면장들을 모아 놓고 자제단 결성을 주도하는 등 세 확산에 앞장섰다.
그는 3·1 만세 운동 당시 유언비어와 무력 시위에 대하여 반대하는 입장을 취했다. 12월 18일 3·1 운동이 보여준 독립 열망에 대한 대항 이데올로기로 '신일본주의'를 내세운 친일단체인 국민협회 대구지회(國民協會 大邱支會)에 가입하고, 1920년에는 국민협회의 대구지회장을 맡았다. 이듬해 조선총독부 중추원이 각 지역의 유지들을 포함하도록 개편되었을 때, 이러한 공로를 인정받아 대구를 대표하는 참의 후보로 추천을 받기도 했다. 그러나 스스로 참의직을 고사하기도 했다. 1924년에 병으로 사망하였다.

## 사후
- 대한민국 친일반민족행위진상규명위원회가 2007년에 발표한 친일반민족행위 195인 명단 중 정치·사회단체 부문에 포함되었다. 2008년 발표된 민족문제연구소의 친일인명사전 수록예정자 명단에도 선정되었다.

## 저서
- 《매석집초》(梅石集草)

## 가족 관계
이일우의 딸인 며느리 이숙경을 통해 이상악, 이상화, 이상백 가문, 최남선 가문과 사돈간이 되고, 손자며느리 허귀진은 대구시장 허억(許億)의 딸이다.
- 아들 : 윤홍열(尹洪烈, 1893년 ~ 1947년 2월 19일), 남조선과도입법위원회 의원과 대구시보사 사장 역임
- 며느리 : 이숙경 -소남 이일우의 딸, 이상화, 이상정, 이상백 형제의 사촌 누나, 박창암의 처당고모
  - 손녀 : 윤영주
  - 손자 : 윤성기
  - 손자며느리 : 허귀진(1923년 ~ ) - 광복 직후 초대 대구시장 허억(許億)의 딸
  - 손녀 : 윤덕주(尹德珠, 1921년 6월 23일 - 2005년 7월 8일[5]), 농구선수, 대한체육회 부회장·명예회장 역임
  - 손녀 사위 : 서정귀(徐廷貴, 1919년 ~ 1974년), 4대·5대 국회의원, 재무부 차관(1960년), 호남정유사 사장 역임

## 기타
그는 국가와 민족을 살리는 길은 어설픈 정치 활동이 아니라 교육의 힘이라고 판단하였다. 이에 따라 구한 말부터 교육의 필요성을 역설하였고, 계몽 운동에 동참하였다. 1900년대 초반에 대구의 달성학교 교장을 지냈고 1906년(광무 9년)에 대구광학회 발기인이 되었으며 관료생활 중에도 부임지의 학교를 후원하고, 영양군수 재직 시에는 1908년 영흥학교 건설을 후원하는 등 새 학교 건설을 위해 노력하였다.
며느리 이숙경은 이일우의 딸로 빼앗긴 들에도 봄은 오는가의 작가 시인 이상화, 독립운동가 이상정, 독립운동가 겸 체육인, 역사학자 이상백 형제의 사촌 누나였다.

## 참고 자료
- 친일반민족행위진상규명위원회 (2007년 12월). 〈윤필오〉 (PDF). 《2007년도 조사보고서 II - 친일반민족행위결정이유서》. 서울. 1711~1720쪽쪽. 발간등록번호 11-1560010-0000002-10. [깨진 링크(과거 내용 찾기)]
- 이윤갑, 〈대구지역의 한말 일제초기 사회변동과 3.1운동〉 계명사학회, 《계명사학 제17집:2006년호》 (계명사학회, 2006년) pp. 217~258
- <친일파명단>②의원·관료 뉴시스
- 자제단
- 강동진, 《일제의 한국침략정책사》(한길사, 1980)